# Räuber (Band)
Die Räuber, auch De Räuber, sind eine Mundart-Band mit Wurzeln im Kölner Karneval. Ihr Repertoire besteht zum größten Teil aus Liedern in kölscher Sprache, einige sind auch auf Hochdeutsch verfasst.

## Geschichte
Die Gruppe wurde 1991 von Karl-Heinz Brand und Kurt Feller gegründet; zwei Jahre später kam Gitarrist Norbert Campmann dazu. 2001 folgte Wolfgang Bachem; 2007 Matthias Kalenberg und Gino Trovatello. 2012 verließ Kalenberg die Band; sein Nachfolger wurde Torben Klein. Die Räuber treten überwiegend in Deutschland auf, zudem gaben sie Konzerte in Belgien, den Niederlanden, Luxemburg, Spanien und Österreich. Sie tourten dreimal durch Namibia und traten in Pennsylvania beim German Folklore Festival auf. Im September 2006 nahm die Gruppe auf Einladung der New Yorker Funken an der German-American Steuben Parade teil. Im Mai 2007 starb Campmann an Herzversagen nach einer Lungenembolie.
Die Räuber wirkten an über 150 Rundfunk- und Fernsehproduktionen mit und veröffentlichten bis 2016 zehn Alben. Sie waren dreimal mit ihren Singles Wer hat mir die Rose auf den Hintern tätowiert, Ich habe was, was Du nicht hast und Alles für die Katz in den Top 100 der deutschen Singlecharts vertreten, elf Wochen mit ihrer Ballade vom Kölschen Bloot in den „Cologne Charts“, davon sieben Wochen auf Platz eins, und mit dem Walzer Ding Auge erreichten sie Platz 2 in der WDR4-Hörerhitparade. Ihre Karnevalslieder Sulang die Botz noch hält (2006) und Was wär’n die Männer ohne Weiber? (2007) wurden Sieger in der belgischen Hitparade von BRF2. 
Sie erhielten dreimal den „Närrischen Oskar“ vom Kölner Express und wurden vom ZDF mit dem „Kölschen Hätz“ für ihre Verdienste im Karneval ausgezeichnet. Nach der Karnevalssession 2014/2015 verließ Gino Trovatello die Band; er starb 2020. Im August 2015 stießen Andreas Dorn alias „Schrader“ und Jürgen „Geppie“ Gebhard zur Gruppe. Der Sänger Torben Klein wurde Ende 2018 durch Sven West ersetzt. Um den Jahreswechsel 2020/2021 verließen Wolfgang Bachem und Jürgen Gebhardt die Band auf eigenen Wunsch. Im Mai 2021 wurden Thomas Pieper und Martin Zänder als neue Mitglieder präsentiert.

## Diskografie

### Alben
- 1993: Wenn et Trömmelche jeht
- 1995: Echt Kölsch
- 1996: Dat es ene Hammer
- 1998: Kölsches Bloot
- 2001: Achtung Räuber
- 2003: Laach doch ens
- 2005: Sulang die Botz noch hält
- 2007: Räuber Live
- 2009: À la Carte
- 2010: Räuber Hits
- 2011: Kölle alaaf you
- 2016: Dat es Heimat
- 2017: Welthits op Kölsch – live
- 2020: EP: Alles usser normal
- 2022: Alle für Kölle

### Singles
- 1991: Köbes
- 1992: Ich han mie Hätz verschenk
- 1993: Ich dunn et nit mieh
- 1993: Wenn et Trömmelche jeht (#14 der deutschen Single-Trend-Charts am 16. Februar 2024[6])
- 1993: Schau mir in die Augen
- 1994: Kölsche Junge bütze joot
- 1995: Am Eigelstein es Musik
- 1997: Himmel op d’r Äd
- 1998: Kölsches Bloot
- 1998: Die Naach es noch su lang

- 1999: Titicacasee
- 2000: Alles für die Katz
- 2003: Hück oder nie Marie
- 2006: Was wär’n die Männer ohne Weiber?
- 2007: Colonia / Eine Nacht
- 2008: Engel triffs de nur em Himmel
- 2010: He am Rhing
- 2010: Für die Iwigkeit
- 2013: Meine Kleine
- 2015: Dat es Heimat
- 2019: Kumm loss jonn
- 2020: Alles usser normal
- 2020: Ohne Dich (Schlof ich hück Naach nit en)
- 2020: Ming janzes Levve lang
- 2020: Iwig öm de Ääd
- 2021: Alle für Kölle
- 2021: Mia
- 2022: He am Dom
- 2022: Dä richtige Momang
- 2022: Immer wenn ich ahn ming Heimat denk (Home is where the Dom is)
- 2023: Wigga Digga
- 2023: Oben Unten (#3 der deutschen Single-Trend-Charts am 16. Februar 2024[6])
- 2024: BÄR
- 2024: Platz für Dich